# Lipastrotethya ana
Lipastrotethya ana är en svampdjursart som beskrevs av de Laubenfels 1954. Lipastrotethya ana ingår i släktet Lipastrotethya och familjen Dictyonellidae.
Artens utbredningsområde är havet kring Mikronesien. Inga underarter finns listade i Catalogue of Life.